# Monte Córdova
Monte Córdova é uma povoação portuguesa sede da Freguesia de Monte Córdova do Município de Santo Tirso, freguesia com 16,96 km² de área e 3848 habitantes (censo de 2021)tendo, por isso, uma densidade populacional de 226,9 hab./km²
Nesta freguesia nasce o rio Leça, na aldeia de Redundo.
Os seus habitantes são chamados de cordovenses.

## Demografia
Nota: Nos censos de 1911 a 1930 tinha anexada a freguesia de Couto (São Miguel). Pelo decreto-lei n.º 27 424, de 31/12/1936, estas freguesias foram desanexadas.
A população registada nos censos foi:
| Distribuição da População por Grupos Etários | Distribuição da População por Grupos Etários | Distribuição da População por Grupos Etários | Distribuição da População por Grupos Etários | Distribuição da População por Grupos Etários |
| -------------------------------------------- | -------------------------------------------- | -------------------------------------------- | -------------------------------------------- | -------------------------------------------- |
| Ano                                          | 0-14 Anos                                    | 15-24 Anos                                   | 25-64 Anos                                   | > 65 Anos                                    |
| 2001                                         | 716                                          | 565                                          | 1974                                         | 414                                          |
| 2011                                         | 649                                          | 492                                          | 2274                                         | 543                                          |
| 2021                                         | 490                                          | 429                                          | 2183                                         | 746                                          |

## Património
- Capela Santa Luzia
- Capela Santo António
- Capela Nossa Senhora da Misericórdia de Valinhas
- Capela Senhor dos Aflitos
- Capela de São Gonçalo
- Casa da Fátima Martins
- Edifício da Serra Hidráulica de Pereiras (e respectiva máquina, açude e canal)
- Castro do Monte Padrão ou antigo Castro do Monte Córdova
- Castro de Guifões
- Mosteiro de Nossa Senhora da Assunção